# دهستان ولدیان
دهستان ولدیان نام دهستانی در بخش ایواوغلی شهرستان خوی، استان آذربایجان غربی در ایران است. 
براساس سرشماری مرکز آمار ایران در سال ۱۳۹۵، جمعیت این دهستان برابر با ۵٬۶۳۶ نفر (۱٬۷۳۰ خانوار) بوده‌است. 
دهستان ولدیان شامل روستاهای ولدیان، ویشلق علیا، ویشلق سفلی، چشمه، ارسی، باغدرق، نوایی، ملهذان می باشد.